# Гривенко, Игнат Семёнович
Игнат Семёнович Гривенко  — советский хозяйственный, государственный и политический деятель, Герой Социалистического Труда.

## Биография
Родился в 1916 году в хуторе Успенка Хопёрского округа. Член КПСС.
С 1933 года — на хозяйственной, общественной и политической работе. В 1933—1976 гг. — разнорабочий в колхозе «Искра» Урюпинского района Нижне-Волжского края, тракторист, бригадир тракторной бригады Нижнедолговской машинно-тракторной станции, участник советско-финляндской войны, участник Великой Отечественной войны, военрук, управляющий отделением в совхозе «Искра» Урюпинского района, управляющий отделением совхоза «Динамо» Нехаевского района Волгоградской области.
Указом Президиума Верховного Совета СССР от 8 апреля 1971 года присвоено звание Героя Социалистического Труда с вручением ордена Ленина и золотой медали «Серп и Молот».
Умер в городе Волжский в 1996 году.